# Diocesi di Copenaghen (cattolica)
La diocesi di Copenaghen (in latino Dioecesis Hafniae) è una sede della Chiesa cattolica in Danimarca immediatamente soggetta alla Santa Sede. Nel 2021 contava 51.975 battezzati su 5.948.610 abitanti. È retta dal vescovo Czeslaw Kozon.

## Territorio
La diocesi comprende il regno di Danimarca, includendo tutte e tre le sue nazioni costitutive: la Danimarca propriamente detta, le isole Fær Øer (parrocchia di Santa Maria a Tórshavn) e la Groenlandia (parrocchia di Cristo Re a Nuuk/Godthåb).
Sede vescovile è la città di Copenaghen, dove si trova la cattedrale di Sant'Ansgario.
Il territorio è suddiviso in 42 parrocchie.

## Storia
La prefettura apostolica di Danimarca fu eretta il 7 agosto 1868, ricavandone il territorio dal vicariato apostolico delle Missioni Settentrionali.
Il 17 agosto 1869 la sua giurisdizione fu estesa ai possedimenti danesi nell'Atlantico, ossia l'Islanda, la Groenlandia e le isole Fær Øer, già appartenuti alla prefettura apostolica del Polo Nord.
Il 15 marzo 1892 la prefettura apostolica fu elevata a vicariato apostolico.
Il 22 ottobre 1921, in forza del breve Quae catholico di papa Benedetto XV, incorporò quella parte della prefettura apostolica dello Schleswig-Holstein che, con i trattati seguiti alla prima guerra mondiale, era stata inclusa nel regno di Danimarca.
Il 12 giugno 1923 cedette una porzione di territorio a vantaggio dell'erezione della prefettura apostolica d'Islanda (oggi diocesi di Reykjavík).
Il 29 aprile 1953 il vicariato apostolico è stato elevato a diocesi con la bolla Certiores facti di papa Pio XII.

## Cronotassi dei vescovi
Si omettono i periodi di sede vacante non superiori ai 2 anni o non storicamente accertati.
- Hermann Grüder † (9 luglio 1869 - 15 dicembre 1883 deceduto)
- Johannes Von Euch † (17 febbraio 1884 - 18 marzo 1922 deceduto)
- Josef Ludwig Brems, O.Praem. † (10 ottobre 1922 - novembre 1938 dimesso)
- Johannes Theodor Suhr, O.S.B. † (13 dicembre 1938 - 6 ottobre 1964 dimesso[2])
- Hans Ludvig Martensen, S.I. † (22 marzo 1965 - 22 marzo 1995 dimesso)
- Czeslaw Kozon, dal 22 marzo 1995

## Statistiche
La diocesi nel 2021 su una popolazione di 5.948.610 persone contava 51.975 battezzati, corrispondenti allo 0,9% del totale.
| anno | popolazione | popolazione | popolazione | presbiteri | presbiteri | presbiteri | presbiteri                | diaconi | religiosi | religiosi | parrocchie |
| anno | battezzati  | totale      | %           | numero     | secolari   | regolari   | battezzati per presbitero | diaconi | uomini    | donne     | parrocchie |
| ---- | ----------- | ----------- | ----------- | ---------- | ---------- | ---------- | ------------------------- | ------- | --------- | --------- | ---------- |
| 1950 | 23.000      | 4.045.000   | 0,6         | 113        | 36         | 77         | 203                       |         | 77        | 753       | 38         |
| 1969 | 25.897      | 4.842.597   | 0,5         | 133        | 35         | 98         | 194                       |         | 108       | 682       | 40         |
| 1980 | 26.450      | 5.189.000   | 0,5         | 112        | 38         | 74         | 236                       |         | 78        | 500       | 54         |
| 1990 | 29.409      | 5.238.913   | 0,6         | 99         | 36         | 63         | 297                       | 2       | 67        | 355       | 52         |
| 1996 | 34.818      | 5.374.365   | 0,6         | 99         | 46         | 53         | 351                       | 3       | 59        | 249       | 52         |
| 2001 | 34.369      | 5.451.087   | 0,6         | 92         | 41         | 51         | 373                       | 4       | 54        | 238       | 51         |
| 2002 | 35.048      | 5.471.210   | 0,6         | 89         | 42         | 47         | 393                       | 1       | 51        | 231       | 51         |
| 2003 | 34.655      | 5.487.752   | 0,6         | 80         | 38         | 42         | 433                       | 4       | 48        | 226       | 50         |
| 2004 | 35.745      | 5.501.312   | 0,6         | 77         | 39         | 38         | 464                       | 5       | 43        | 222       | 50         |
| 2006 | 36.634      | 5.516.597   | 0,7         | 82         | 40         | 42         | 446                       | 5       | 48        | 205       | 50         |
| 2013 | 38.614      | 5.707.749   | 0,7         | 72         | 40         | 32         | 536                       | 4       | 35        | 149       | 47         |
| 2016 | 44.428      | 5.699.220   | 0,8         | 67         | 39         | 28         | 663                       | 9       | 33        | 98        | 45         |
| 2019 | 49.442      | 5.911.756   | 0,8         | 73         | 43         | 30         | 677                       | 10      | 35        | 87        | 40         |
| 2021 | 51.975      | 5.948.610   | 0,9         | 72         | 42         | 30         | 721                       | 12      | 37        | 82        | 42         |